# Urgence en odontologie
Le seul et unique critère d'urgence en odontologie est la douleur. Les autres urgences ne sont en réalité que des soins « pressés ».
Cette douleur peut avoir plusieurs origines et le but du traitement d'urgence est de supprimer cette cause ou d'en diminuer les effets en attendant qu'un traitement complet puisse être entrepris.
La cause (ou étiologie) de douleur la plus fréquente est l'inflammation. Chacun des tissus de la bouche peut se trouver inflammé mis à part l'émail et la dentine (ivoire de la dent).
- Les inflammations osseuses : ce sont des ostéites, elles se caractérisent le plus souvent par la disparition de cet os. Le traitement d'urgence est la mise sous antibiotique et antalgique adaptés, et le curetage chirurgical de la lésion.
- Les inflammations de la pulpe: il faut distinguer les inflammations réversibles des inflammations irréversibles. Les inflammations réversibles sont caractérisées par une douleur au froid mais pas au chaud, le traitement de la carie suffit le plus souvent à supprimer la douleur. Les inflammations irréversibles (ou pulpite) sont douloureuses surtout au chaud, le traitement endodontique est le seul traitement qui soulagera efficacement cette douleur. Cependant certains traitements médicamenteux permettraient de diminuer suffisamment la douleur pour être considérer comme un traitement d'urgence.
- Les inflammations du desmodonte : ce sont les parodontites. Leurs origines sont multiples et variées. Les parodontites « pures » sont en général peu douloureuses, en revanche les parodontites faisant suite à une pulpite provoquent de vives douleurs dès le contact de la dent.